# Armapur Estate
Armapur Estate é uma vila no distrito de Kanpur Nagar, no estado indiano de Uttar Pradesh.

## Demografia
Segundo o censo de 2001, Armapur Estate tinha uma população de 20,797 habitantes. Os indivíduos do sexo masculino constituem 54% da população e os do sexo feminino 46%. Armapur Estate tem uma taxa de literacia de 80%, superior à média nacional de 59.5%; com 59% para o sexo masculino e 41% para o sexo feminino. 9% da população está abaixo dos 6 anos de idade.